# Gare de Beuzeville (Eure)
La gare de Beuzeville (Eure) est une gare ferroviaire française de la ligne d'Évreux-Embranchement à Quetteville située sur le territoire de la commune de Beuzeville dans le département de l'Eure en région Normandie.
Elle est mise en service en 1889 par la Compagnie des chemins de fer de l'Ouest et fermée aux voyageurs en 1971. Elle est ouverte au service Fret SNCF.

## Situation ferroviaire
Établie à 130 mètres d'altitude, la gare de Beuzeville est située au point kilométrique (PK) 183,791 de la ligne d'Évreux-Embranchement à Quetteville, entre les gares fermées de Saint-Maclou et de Quetteville. Elle est située sur une section ouverte uniquement aux trains de marchandises, la gare précédente ouverte uniquement au service fret est Pont-Audemer

## Histoire
La gare de Beuzeville est mise en service le 8 août 1889 par la Compagnie des chemins de fer de l'Ouest, lorsqu'elle ouvre à l'exploitation la ligne d'Evreux à Honfleur. Le bâtiment voyageurs est de type 4e classe à trois ouvertures avec un étage.
Le trafic voyageurs est fermé le 26 septembre 1971.
Le bâtiment voyageurs est mentionné à l'inventaire général du patrimoine culturel en 1977.
L'association PontAuRail y fait circuler des trains touristiques de 1995 à sa liquidation en septembre 2006.

## Service des voyageurs
Gare fermée.

## Service des marchandises
Beuzeville est ouverte au service fret SNCF, « uniquement au train massif » pour des « transports par train en gare gérée à distance ».